# 1305 Pongola
Az 1305 Pongola (ideiglenes jelöléssel 1928 OC) a Naprendszer kisbolygóövében található aszteroida. Harry Edwin Wood fedezte fel 1928. július 19-én, Johannesburgban.